# Decompressione incontrollata
Con decompressione incontrollata ci si riferisce ad un inaspettato calo della pressione di un sistema chiuso, come ad esempio la cabina di un aeroplano. Viene definita decompressione esplosiva (ED) nel caso in cui la velocità di decompressione sia maggiore rispetto al tempo normalmente impiegato per far uscire l'aria dai polmoni, ed è per questo che viene associata alla violenza di un'esplosione. Quando la decompressione è ancora veloce, ma non al livello di quella esplosiva viene chiamata decompressione rapida. Infine, la decompressione lenta o decompressione graduale avviene così lentamente che gli esseri umani non la possono rilevare prima del raggiungimento di uno stato di ipossia.
Generalmente la decompressione incontrollata è il risultato di un errore umano, di affaticamento del materiale, di un errore di progettazione o di un impatto.

## Descrizione
Con il termine decompressione incontrollata ci si riferisce qui alla depressurizzazione non programmata di "recipienti in pressione" occupati da persone, come ad esempio la cabina di un aeromobile ad alta quota o di un veicolo spaziale o ancora di una camera iperbarica; nel caso di cedimenti di recipienti in pressione utilizzati per contenere gas, liquidi o agenti chimici, il termine più comunemente usato è esplosione.
La decompressione può verificarsi a causa di un cedimento strutturale del recipiente in pressione o per un guasto del sistema di pressurizzazione stesso. La velocità e la violenza della decompressione è influenzata dalla dimensione del recipiente in pressione, dalla pressione differenziale tra interno ed esterno del recipiente e dalle dimensioni del foro di uscita dell'aria.
La Federal Aviation Administration (FAA) riconosce tre tipi distinti di decompressione in un aeroplano:
1. Decompressione esplosiva
2. Decompressione rapida
3. Decompressione lenta

### Decompressione esplosiva
La decompressione esplosiva avviene ad una velocità maggiore rispetto a quella a cui l'aria può uscire dai polmoni, in genere tra 0,1 e 0,5 secondi. Il rischio di trauma ai polmoni è molto elevato, così come il potenziale pericolo provocato da qualsiasi oggetto non ancorato stabilmente che può essere assimilato ad un proiettile a causa della forza esplosiva, paragonabile alla detonazione di una bomba.
Dopo una decompressione esplosiva all'interno di un aereo, una fitta nebbia può riempire rapidamente l'interno della cabina, ciò avviene perché l'aria interna, decomprimendosi, si raffredda molto velocemente e il vapore acqueo in essa contenuto si condensa. 

### Decompressione rapida
La decompressione rapida avviene generalmente in più di 0,5 secondi, permettendo ai polmoni di decomprimersi più velocemente rispetto alla cabina.. Il rischio di danni polmonari è ancora presente, ma in maniera significativamente ridotta rispetto alla decompressione esplosiva.

### Decompressione lenta
La decompressione lenta o graduale avviene così lentamente che non viene generalmente rilevata se non dagli strumenti.
Questo tipo di decompressione può essere causata anche da un difetto del sistema di pressurizzazione, pericolosa soprattutto quando l'aereo sale in quota. Un esempio di questo inconveniente è stato l'incidente del Volo Helios Airways 522, nel quale il pilota non si accorse che il sistema di pressurizzazione automatico non era inserito e non riuscì quindi a interpretare correttamente gli allarmi del computer di bordo.

## Errori comuni

### Il corpo umano può esplodere nel vuoto
Questo mito piuttosto diffuso potrebbe essere stato alimentato dalle false rappresentazioni che sono state fatte in diversi film, come ad esempio in Agente 007 - Vendetta Privata, nel quale la testa di uno dei personaggi del film esplode a causa della rapida decompressione della camera iperbarica in cui si trova. La ricerca e l'esperienza accumulata dagli scienziati grazie all'esplorazione dello spazio e allo sviluppo dei trasporti aerei ad alta quota ha dimostrato che anche se l'esposizione al vuoto di un corpo umano provoca gonfiore, la pelle è abbastanza resistente per sopportare una caduta di pressione di 1 atmosfera, anche se l'ipossia risultante può causare perdita di conoscenza dopo solo pochi secondi.
Idee sbagliate in merito alla decompressione possono derivare anche dalla errata comparazione con incidenti subacquei, nei quali il differenziale di pressione è molto superiore a quello presente nello spazio. Nell'incidente della piattaforma petrolifera Byford Dolphin una decompressione di otto atmosfere avvenuta al di sotto del livello del mare causò barotraumi letali; nello spazio, in seguito ad una perdita di una sola atmosfera, questo non può succedere, anche se va rilevato che un barotrauma polmonare può essere provocato dal trattenere forzatamente il respiro.

### Un proiettile può provocare una decompressione esplosiva
Le fusoliere degli aerei sono progettate con nervature di rinforzo per evitare ampie lacerazioni; la grandezza del foro è uno dei fattori che determina la velocità di decompressione: il foro provocato da un proiettile è troppo piccolo per causare una decompressione esplosiva.

### Un piccolo foro nella fusoliera può risucchiare all'esterno le persone
Il programma televisivo Miti da sfatare ha esaminato questa errata convinzione utilizzando aerei pressurizzati con i quali ha eseguito diversi test. I risultati ottenuti dimostrano che il design della fusoliera  dell'aeroplano non permette che ciò accada, anche se va premesso che non c'è stata nessuna verifica scientifica a questa conclusione. È opportuno ricordare che nell'incidente del volo Aloha Airlines 243 una hostess fu risucchiata all'esterno della fusoliera da un buco molto ampio. Nel caso del volo British Airways 5390, invece, la rapida depressurizzazione dovuta al distacco improvviso del parabrezza sinistro provocò la parziale espulsione del comandante che rimase incastrato fino al busto nel finestrino.

## Lesioni da decompressione
Le seguenti lesioni fisiche possono essere associate a incidenti da decompressione:
1. L'ipossia è il rischio più grave che può incorrere in seguito a decompressione perché spesso non è prontamente rilevato e può inabilitare l'equipaggio di un aeroplano.[6][7][8]
2. Il barotrauma è una lesione ai tessuti provocata dal mancato equilibrio fra la pressione dell'aria contenuta in una cavità corporea (come ad esempio l'orecchio medio, i seni paranasali e frontali, gli occhi, i denti e i polmoni) e la pressione dell'ambiente circostante.
3. Traumi fisici, che possono essere provocati da oggetti trasformati in proiettili dalla violenza della decompressione esplosiva.
4. Mal di montagna, ovvero la condizione patologica causata dal mancato adattamento dell'organismo alle grandi altitudini.
5. L'ipotermia, cioè la condizione clinica in cui la temperatura corporea di un individuo scende significativamente al di sotto del suo valore normale al punto da ostacolare il metabolismo.

## Incidenti più gravi dovuti a decompressione
Gli incidenti da decompressione non sono rari sia su aerei militari che su aerei civili, con circa 40-50 eventi di decompressione rapida che si verificano ogni anno. Nella maggior parte dei casi il problema è stato gestito dagli equipaggi senza riportare problemi; di conseguenza incidenti nei quali né l'aereo né i passeggeri hanno riportato danni non vengono considerati gravi.
| Evento                                | Data | Velivolo                               | Tipo di evento          | Vittime/tot. a bordo | tipo di decompressione         | Causa |
| ------------------------------------- | ---- | -------------------------------------- | ----------------------- | -------------------- | ------------------------------ | --- |
| Volo BOAC 781                         | 1954 | de Havilland Comet                     | Incidente               | 35/35                | Decompressione esplosiva       | Affaticamento del materiale |
| Volo South African Airways 201        | 1954 | de Havilland Comet                     | Incidente               | 21/21                | Decompressione esplosiva       | Affaticamento del materiale |
| Incidente di Yuba City                | 1961 | B-52 Stratofortress                    | Incidente               | 0/8                  | Decompressione rapida          | Esaurimento del carburante dovuto ad elevato consumo causato dal volo al di sotto dei 10,000 ft dopo una depressurizzazione. Due bombe nucleari non sono scoppiate all'impatto col suolo. |
| Incidente del Sojuz 11                | 1971 | Veicolo spaziale Sojuz                 | Incidente               | 3/3                  | Decompressione graduale        | Danno alla valvola di ventilazione della cabina |
| Volo American Airlines 96             | 1972 | Douglas DC-10-10                       | Incidente               | 0/67                 | Decompressione rapida          | Rottura del portellone del vano cargo |
| Volo National Airlines 27             | 1973 | Douglas DC-10-10                       | incidente               | 1/116                | Decompressione esplosiva       | Rottura di uno dei motori con conseguente perforazione della fusoliera |
| Volo Turkish Airlines 981             | 1974 | Douglas DC-10-10                       | Incidente               | 346/346              | Decompressione esplosiva       | Rottura del portellone del vano cargo |
| Disastro di Tan Son Nhut              | 1975 | C-5 Galaxy                             | Incidente               | 155/330              | Decompressione esplosiva       | Manutenzione errata del sistema di chiusura del portellone del vano cargo |
| Volo Far Eastern Air Transport 103    | 1981 | Boeing 737                             | Incidente               | 110/110              | Decompressione esplosiva       | Corrosione |
| Incidente della Byford Dolphin        | 1983 | Piattaforma petrolifera Byford Dolphin | Incidente               | 5/6                  | Decompressione esplosiva       | Errore umano, nessun dispositivo di sicurezza |
| Volo Korean Air Lines 007             | 1983 | Boeing 747-230B                        | Abbattuto da un missile | 269/269              | Decompressione rapida          | Colpito da un missile aria-aria dopo che l'aereo ha violato uno spazio aereo proibito. |
| Volo Japan Airlines 123               | 1985 | Boeing 747-SR46                        | Incidente               | 520/524              | Decompressione esplosiva       | Cedimento strutturale della paratia posteriore del vano cargo in seguito ad errata manutenzione                                                                                           |
| Volo Aloha Airlines 243               | 1988 | Boeing 737-297                         | Incidente               | 1/95                 | Decompressione esplosiva       | Affaticamento del materiale |
| Volo United Airlines 811              | 1989 | Boeing 747-122                         | Incidente               | 9/355                | Decompressione esplosiva       | Cedimento del portellone del vano cargo |
| Volo British Airways 5390             | 1990 | BAC One-Eleven                         | Inconveniente           | 0/87                 | Decompressione rapida          | Errato fissaggio del parabrezza |
| Volo Lion Air LN 602                  | 1998 | Antonov An-24RV                        | Abbattuto               | 55/55                | Decompressione rapida          | Probabile abbattimento da lanciarazzi |
| Incidente del South Dakota Learjet    | 1999 | Learjet 35                             | Incidente               | 6/6                  | Decompressione graduale/rapida | Sconosciuto |
| incidente del King Air “Ghost Flight” | 2000 | Beechcraft Super King Air              | Incidente               | 8/8                  | Sospetta decompressione        | Sconosciuto |
| Volo TAM 9755                         | 2001 | Fokker 100                             | Incidente               | 1/82                 | Decompressione rapida          | Finestrino rotto da una granata |
| Volo China Airlines 611               | 2002 | Boeing 747-200B                        | Incidente               | 225/225              | Decompressione esplosiva       | Affaticamento del materiale |
| Volo Helios Airways 522               | 2005 | Boeing 737-31S                         | Incidente               | 121/121              | Decompressione graduale        | Sistema di pressurizzazione settato su "manuale" per tutto il volo. |
| Volo Alaska Airlines 536              | 2005 | McDonnell Douglas MD-80                | Inconveniente           | 0/140 + equipaggio   | Decompressione rapida          | Mancata segnalazione di un urto contro il portellone da parte dell'operatore addetto al carico dei bagagli. Decompressione avvenuta a 26,000 ft.                                          |
| Volo Qantas 30                        | 2008 | Boeing 747-438                         | Inconveniente           | 0/365                | Decompressione rapida          | Rottura della fusoliera causata dall'esplosione di una bombola di ossigeno |
| Volo Southwest Airlines 2294          | 2009 | Boeing 737-300                         | Inconveniente           | 0/126 + 5 equipaggio | Decompressione rapida          | Foro nella fusoliera durante il volo. Affaticamento del materiale |

## Implicazioni nella progettazione dei velivoli
Gli aeroplani moderni sono progettati con nervature di rinforzo sia in senso longitudinale che lungo la circonferenza per evitare che danni localizzati da decompressione possano "strappare" grossi pezzi di fusoliera.; tuttavia i danni da decompressione si sono rilevati fatali in altri modi. Nel 1974 il volo 981 della Turkish Airlines ha subito, a causa di una decompressione esplosiva, il collasso di una parte del pavimento con la conseguente rottura di cavi di vitale importanza per il controllo dell'aereo. L'anno successivo, la FAA ha emesso una direttiva che costringeva i costruttori di aerei wide-body a rinforzare il piano inferiore della fusoliera in modo che possa resistere ad una decompressione provocata da un'apertura grande fino a 1,9 m².
Le porte delle cabine sono progettate per rendere assolutamente impossibile, intenzionalmente o accidentalmente, l'apertura di una di esse durante il volo. Il sistema chiamato "plug door" assicura che quando la pressione all'interno della cabina supera la pressione esterna, la porta rimane chiusa e l'apertura è possibile solamente quando le due pressioni sono equivalenti. Le porte delle cabine, comprese le uscite di emergenza (ma non tutte le porte dei vani cargo), o si aprono verso l'interno oppure devono essere tirate verso l'interno prima di essere ruotate all'esterno, questo perché almeno una delle dimensioni della porta è maggiore rispetto agli stipiti.